# 130th Airlift Wing

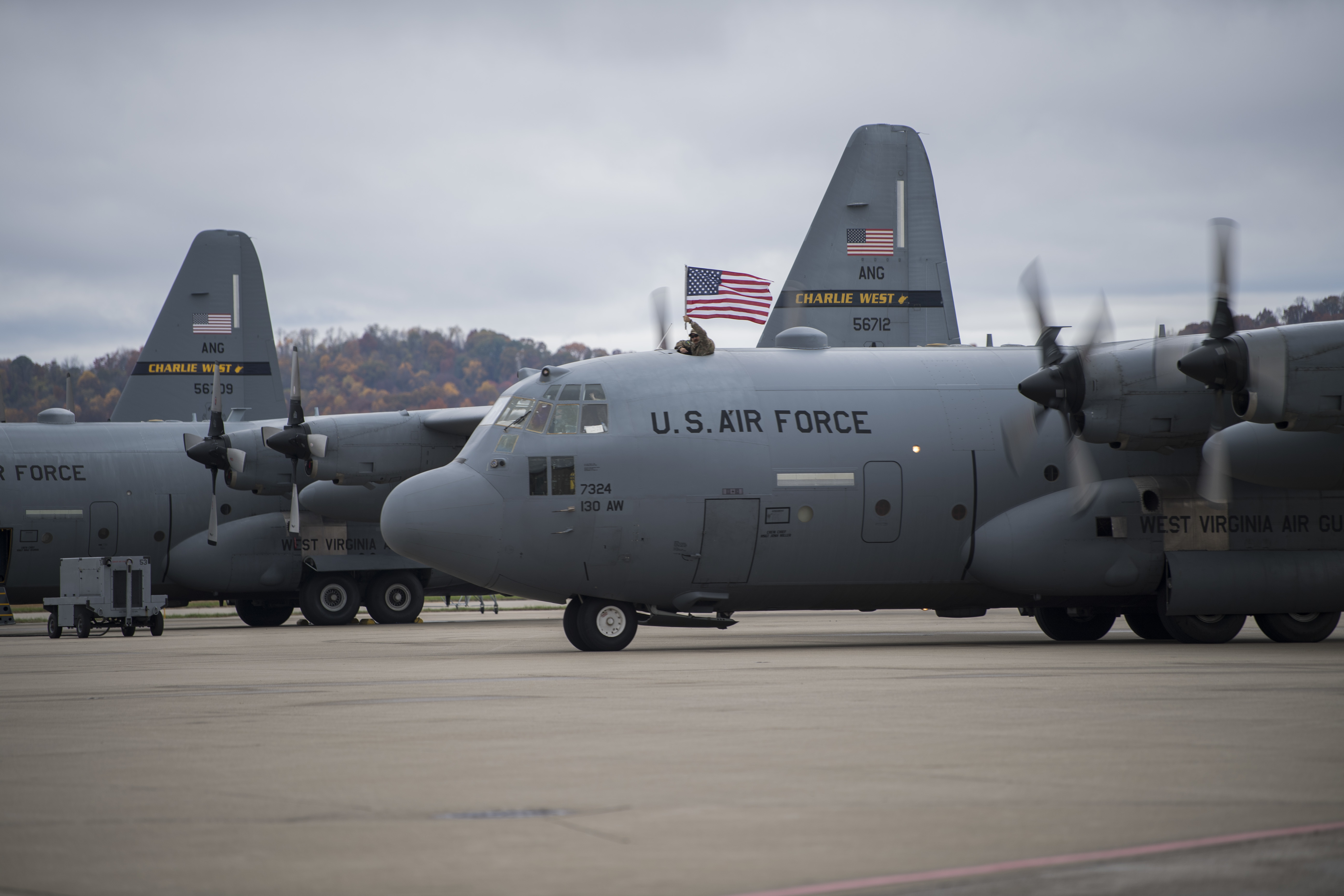
C-130H dello Stormo

Il 130th Airlift Wing è uno Stormo da trasporto della Virginia Occidentale Air National Guard. Riporta direttamente all'Air Mobility Command quando attivato per il servizio federale. Il suo quartier generale è situato presso la McLaughlin Air National Guard Base, Virginia Occidentale.

## Organizzazione
Attualmente, al 2024, esso controlla:
- 130th Operations Group, striscia di coda blu notte con scritta CHARLIE WEST e disegno del West Virginia in giallo
  -  130th Airlift Squadron - Equipaggiato con C-130H
  - 130th Operations Support Squadron
  - 167th Aeromedical Evacuation Squadron
- 130th Maintenance Group
  - 130th Maintence Squadron
  - 130th Aircraft Maintence Squadron
  - 130th Maintence Operations Flight
- 130th Mission Support Group
  - 130th Civil Engineer Squadron
  - 130th Security Forces Squadron
  - 130th Logistics Readiness Squadron
  - 130th Communications Flight
  - 130th Mission Support Flight
  - 130th Services Flight
- 130th Medical Group
  - 130th Medical Administration
  - 130th Public Health
  - 130th Tri-Care Representative
  - 130th Environmental